# Douglas Hurd
Douglas Richard Hurd, baron Hurd of Westwell (ur. 8 marca 1930 w Marlborough) – brytyjski polityk i pisarz, w latach 1985–1989 minister spraw wewnętrznych Wielkiej Brytanii, a następnie od 1989 do 1995 minister spraw zagranicznych. Prominentny członek Partii Konserwatywnej.

## Początki kariery
Pochodzi z rodziny o ogromnych tradycjach politycznych. Zarówno jego dziadek, sir Percy Hurd, jak i ojciec, Anthony Hurd, baron Hurd, zasiadali przez wiele lat w parlamencie i dosłużyli się tam tytułów szlacheckich. On sam ukończył elitarną męską szkołę średnią Eton College, a następnie studia w Trinity College na Uniwersytecie w Cambridge, gdzie przez pewien czas stał na czele samorządu studenckiego. W latach 1952–1966 był członkiem brytyjskiej służby dyplomatycznej i pracował na placówkach w USA, Chinach i we Włoszech.
W 1966 odszedł z dyplomacji do polityki, stając się członkiem stronnictwa torysów, z którą związani byli także jego przodkowie. Jego pierwszym poważnym stanowiskiem była funkcja sekretarza ówczesnego lidera partii, a później także premiera, Edwarda Heatha. W 1974 został wybrany do Izby Gmin z okręgu Mid Oxfordshire, w której zasiadał następnie nieprzerwanie przez 23 lata (w międzyczasie, w 1983, zmienił okręg wyborczy na Witney). W 1979 trafił do rządu, gdzie objął stanowisko ministra stanu w ministerstwie spraw zagranicznych. Następnie w 1983 został przeniesiony do resortu spraw wewnętrznych.

## Minister
W 1984 po raz pierwszy został konstytucyjnym ministrem, stając na czele resortu ds. Irlandii Północnej, gdzie właśnie trwała kampania przemocy prowadzona przez Irlandzką Armię Republikańską. Hurd przygotował grunt pod podpisanie w 1985 porozumienia między Londynem a Dublinem, które zakończyło falę przemocy. Sam nie doczekał jednak tej chwili w resorcie, bowiem miesiąc przed formalnym zawarciem umowy został awansowany na ministra spraw wewnętrznych.
Czteroletnie kierowanie tym resortem bardzo wzmocniło pozycję polityczną Hurda, dało mu bowiem opinię umiarkowanego, ale jednocześnie bardzo skutecznego, polityka. W 1989 zastąpił Johna Majora na stanowisku ministra spraw zagranicznych. W czasie wewnątrzpartyjnego przesilenia w 1990 początkowo zaliczał się do obozu zwolenników pozostania u steru rządów Margaret Thatcher. Po jej rezygnacji z walki o utrzymanie przywództwa w partii, sam postanowił kandydować na lidera. W pierwszej turze głosowania zajął trzecie miejsce. Wtedy on i Michael Heseltine, który był drugi, postanowili wycofać się z wyścigu. Tym samym John Major został jednomyślnie wybrany na nowego szefa partii (co oznaczało automatycznie premierostwo). Nowy szef rządu odwdzięczył się Hurdowi, pozostawiając go na czele brytyjskiej dyplomacji.
Jako jeden z głównych architektów polityki zagranicznej, Hurd starał się zachować dobre stosunki z USA, ale jednocześnie ocieplić relacje z partnerami z EWG, co było w pewnym kontraście do polityki ostatniego rządu Thatcher. W czasie wojny w Bośni był jednym z tych polityków zachodnioeuropejskich, którzy najgłośniej opowiadali się za koniecznością udzielenia Bośniakom zbrojnego wsparcia. Cieniem na ocenie jego rządów w Foreign Office położył się skandal związany z budową tamy w Malezji, finansowanej z części brytyjskiego budżetu przeznaczonego na pomoc rozwojową. Okazało się, że rządy obu krajów zawarły nieformalne porozumienie – w zamian za opłacenie tej inwestycji, Malezyjczycy kupili brytyjską broń za ok. miliard funtów. W 1994 brytyjski Sąd Najwyższy orzekł, że kosztująca podatników 234 mln funtów tama nie przyniosła ludności Malezji pożytku ekonomicznego ani humanitarnego. Tym samym sąd uznał, że Hurd decydując o takim wydaniu publicznych pieniędzy nadużył władzy. Nie poniósł za to żadnej kary, jednak w 2002 zarządzanie pomocą udzielaną przez Wielką Brytanię innym państwom zostało wyłączone do osobnego resortu, ministerstwa ds. rozwoju międzynarodowego. W 1995 Hurd ogłosił wycofanie się z głównego nurtu polityki i podał się do dymisji.

## Późniejsza działalność i twórczość literacka
W 1997 postanowił nie ubiegać się o reelekcję do Izby Gmin. Został jednak parem dożywotnim jako „baron Hurd of Westwell”, co pozwoliło mu pozostać w parlamencie jako członek Izby Lordów. Wciąż jest także zaangażowany w życie publiczne, zarówno jako członek organizacji biznesowych i pozarządowych, jak i osoba zasiadająca w rozmaitych komisjach eksperckich powoływanych przez władze państwowe, a nawet Kościół anglikański.
Hurd przelał swoją pasję do polityki na wiele powieści z gatunku thrillera politycznego. Pierwsza z nich ukazała się w 1971, ale nie przestawał pisać i wydawać nawet jako czynny członek parlamentu. Jest także autorem czterech książek z literatury faktu, w tym własnych pamiętników i biografii XIX-wiecznego premiera, Roberta Peela.
W 1974 odznaczony Orderem Imperium Brytyjskiego III klasy (CBE), w 1996 Orderem Towarzyszy Honoru, a w 1998 Krzyżem Komandorskim z Gwiazdą Orderu Zasługi Rzeczypospolitej Polskiej.

## Życie prywatne
Lord Hurd jest od 1960 żonaty z Tatianą Eyre i ma z nią dwóch synów. Najstarszy, Nick, jest politykiem Partii Konserwatywnej i deputowanym z okręgu Ruislip-Northwood. Młodszy, Thomas, jest członkiem służby dyplomatycznej.

## Publikacje

### Powieści
- Scotch on the Rocks (1971)
- Truth Game (1972)
- Vote To Kill (1975)
- An End To Promises (1979)
- Palace of Enchantments (1985) – wspólnie ze Stephenem Lamportem
- The Shape of Ice (1998)
- Truth Game (1999)
- Image in the Water (2001)

### Literatura faktu
- The Arrow War (1967)
- The Search for Peace (1997)
- Memoirs (2003)
- Robert Peel, a Biography (2007)